# Agence en conseil de vote
Les agences en conseil de vote (les proxy advisors) offrent des services en recommandations de vote et plus généralement en matière de gouvernance d'entreprise. 
Ces agences se sont créées à la demande des investisseurs institutionnels  qui ne prennent généralement pas le temps de participer directement aux assemblées générales. Ainsi, ces actionnaires, par manque de temps, utilisent les services des agences en conseil de vote afin qu’elles étudient en détail pour eux les rapports et les projets de résolution des sociétés cotées. Ces agences émettent alors des recommandations de vote sur chaque résolution proposée par les sociétés cotées.
Par ce système, les investisseurs institutionnels délèguent leur orientation de vote à ces agences, leur donnant ainsi un pouvoir que les émetteurs se doivent de prendre en compte. En amont des résolutions, se crée ainsi le plus souvent un dialogue entre les agences en conseil de vote, l’émetteur et éventuellement les investisseurs institutionnels. 
Les agences en conseil de vote contribuent également à la production du rating gouvernance. 
En France, parmi les agences en conseil de vote, figurent : ISS, Proxinvest, Glass Lewis. ISS est l'agence ayant la plus grosse part de marché à l'échelle mondiale.